# August Monforts

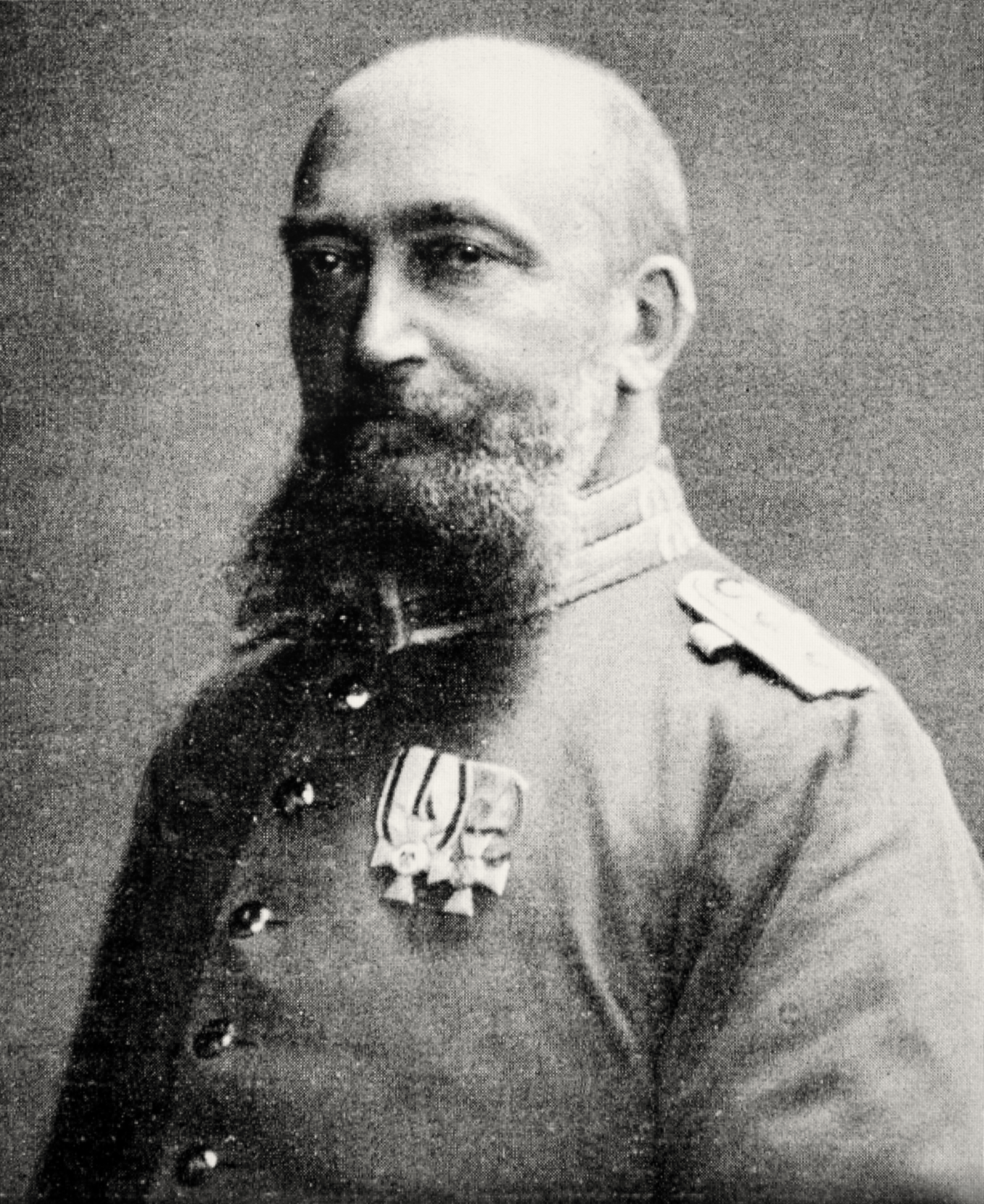
August Monforts (Stadtarchiv Mönchengladbach)

Kommerzienrat August Monforts (* 18. September 1850 in Gerderath; † 7. Juli 1926 in Mönchengladbach) war ein deutscher Maschinenbauingenieur, Firmengründer und Unternehmer. Er ist außerdem Namensgeber einer Straße in Hardterbroich-Pesch.

## Herkunft und Familie
August Monforts war der Sohn der Jacobina Lambertina Baurs (1818–1872) aus Heinsberg und des Landwirts und Gutsbesitzers Peter Anton Monforts (1814–1902) aus Gerderath. Die Eltern hatten 1844 in Gerderath geheiratet und insgesamt acht Kinder.

## Leben

### Unternehmer
Monforts wuchs in Gerderath auf. Nach seiner Ausbildung zum Maschinenbauingenieur ging er nach Mönchengladbach, wo er eine Stelle in der Maschinenfabrik Franz Müller antrat.
Im Jahr 1884 schied er dort aus und gründete an der Kronprinzenstraße in Mönchengladbach seine eigene Firma zum Bau von Rauhmaschinen für die Textilveredelung, die A. Monforts Maschinenfabrik. Die Rauhmaschinen wurden stetig weiterentwickelt und in etliche europäische Länder exportiert. Nach und nach wurden immer mehr unterschiedliche Maschinen für die Textilindustrie, wie Kämm-, Bürst-, Mess-, Wickel- und Legemaschinen, gebaut.
Da durch die laufenden Erweiterungen der Fertigungshallen das Firmengelände zu klein geworden war, kaufte Monforts ab 1897 an der damaligen Erftstraße (heute Schwalmstraße) weitere Grundstücke. Hier errichtete er zunächst eine moderne Eisengießerei und verlegte bis 1916 die gesamte Maschinenproduktion an den neuen Standort. Mittlerweile baute Monforts neben Maschinen für die Textilherstellung auch Drehmaschinen für die Werkzeugproduktion. Die Verwaltung der Firma siedelte 1918 um, danach wurden die Gebäude an der Kronprinzenstraße abgerissen.
Im Jahr 1925, ein Jahr vor seinem Tod, übergab August Monforts die Leitung des Unternehmens an seinen Sohn Joseph (1883–1954), der auch schon an der Konzeption der Gesamtanlage der Fabrik auf dem neuen Firmengelände beteiligt gewesen war.
Der Unternehmer August Monforts sorgte für das Wohlergehen seiner Mitarbeiter. Er richtete eine Unterstützungskasse für Notlagen ein und baute Werkswohnungen. Auch war er seit 1907 Vorsitzender der „Gesellschaft für die Überwachung der Dampfkessel“ und gehörte der Industrie- und Handelskammer an.
Für seine wirtschaftlichen Verdienste wurde er im Jahr 1912 mit dem Titel Kommerzienrat geehrt.

### Privates
Im Jahr 1882 heiratete Monforts in Moers Ludovica Agathe Trimborn (* 1852 in Niederkrüchten; † 1919 in Mönchengladbach). Das Paar lebte in Rheydt in der Richard-Wagner-Allee und hatte fünf Kinder.
Monforts engagierte sich auf sozialer Ebene, indem er dem Verein „Volkswohl“ beitrat. Außerdem war er als Hauptmann im Landwehrverband Vorsitzender des Kreiskriegerverbands.
Der Privatmann August Monforts erwarb große Gebiete des Waldes zwischen Rheindahlen-Peel und Hardt, beschäftigte einen Förster und errichtete ein Forsthaus (Rabbits-Höhle) sowie ein Jagdhaus, das Haus Hellbach. (Nach dem Zweiten Weltkrieg wurde die Familie Monforts hier enteignet, da die britische Besatzungsmacht das Gelände beschlagnahmte, um dort das JHQ Rheindahlen zu errichten.) Monforts war Mitbegründer des Bezirksverbands des Allgemeinen Deutschen Jagdvereins.

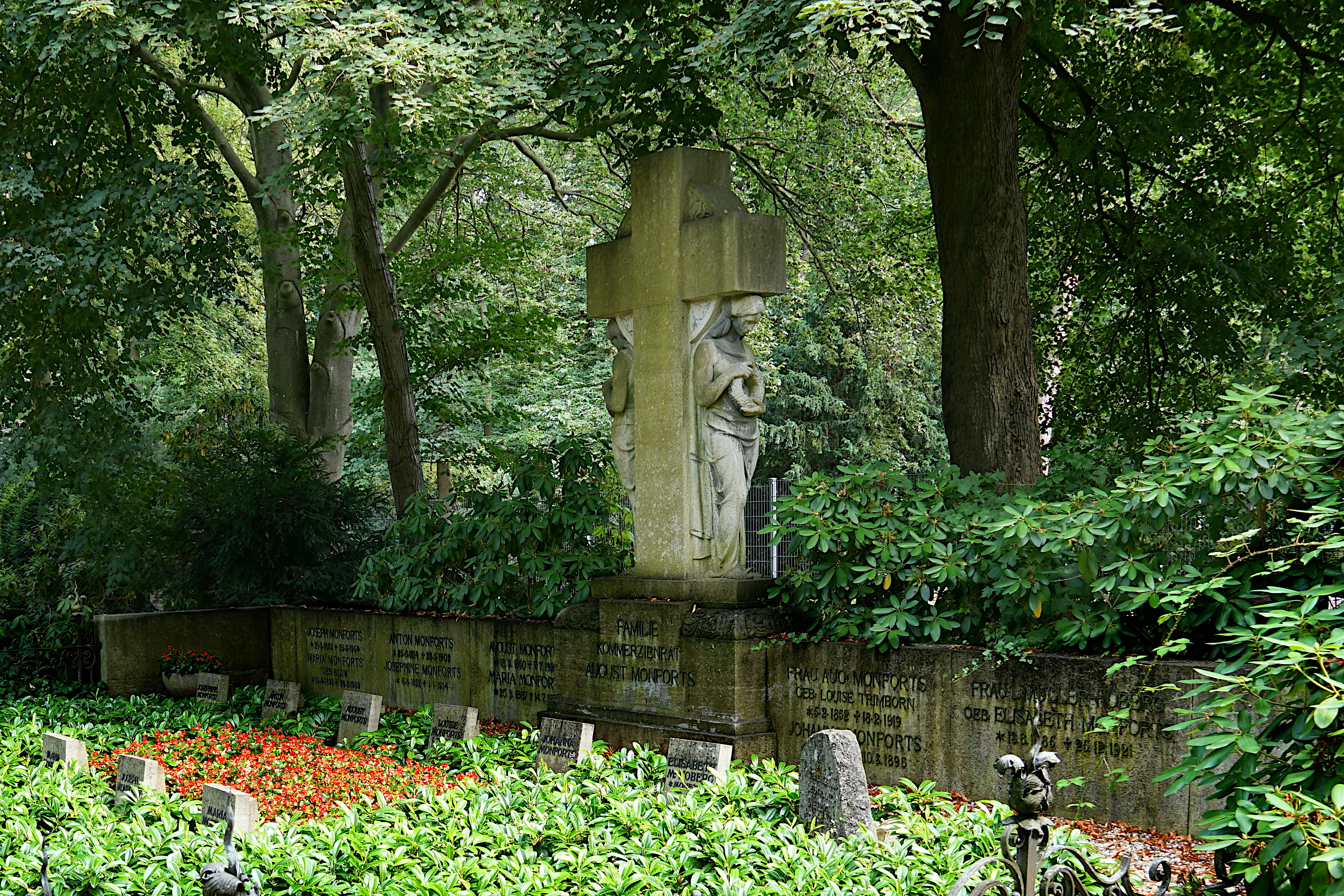
Grabstätte der Familie Monforts auf dem Mönchengladbacher Hauptfriedhof

Nach seinem Tod im Jahr 1926 wurde August Monforts auf dem Städtischen Hauptfriedhof in Mönchengladbach beigesetzt.

## Patente
- 1885: Wärmeplatten für Rauhmaschinen
- 1891: Reinigungsvorrichtung für Rauhwalzen
- 1895, 1900 und 1904: Maschinen und Vorrichtungen zum Aufbringen von Maßzahlen oder Papiermarken auf Gewebe[1]